# Матцендорф-Хёллес
Матцендорф-Хёллес (нем. Matzendorf-Hölles) — коммуна (нем. Gemeinde) в Австрии, в федеральной земле Нижняя Австрия.
Входит в состав округа Винер-Нойштадт. Население составляет 1802 человека (на 31 декабря 2005 года). Занимает площадь 14,1 км². Официальный код — 3 23 20.

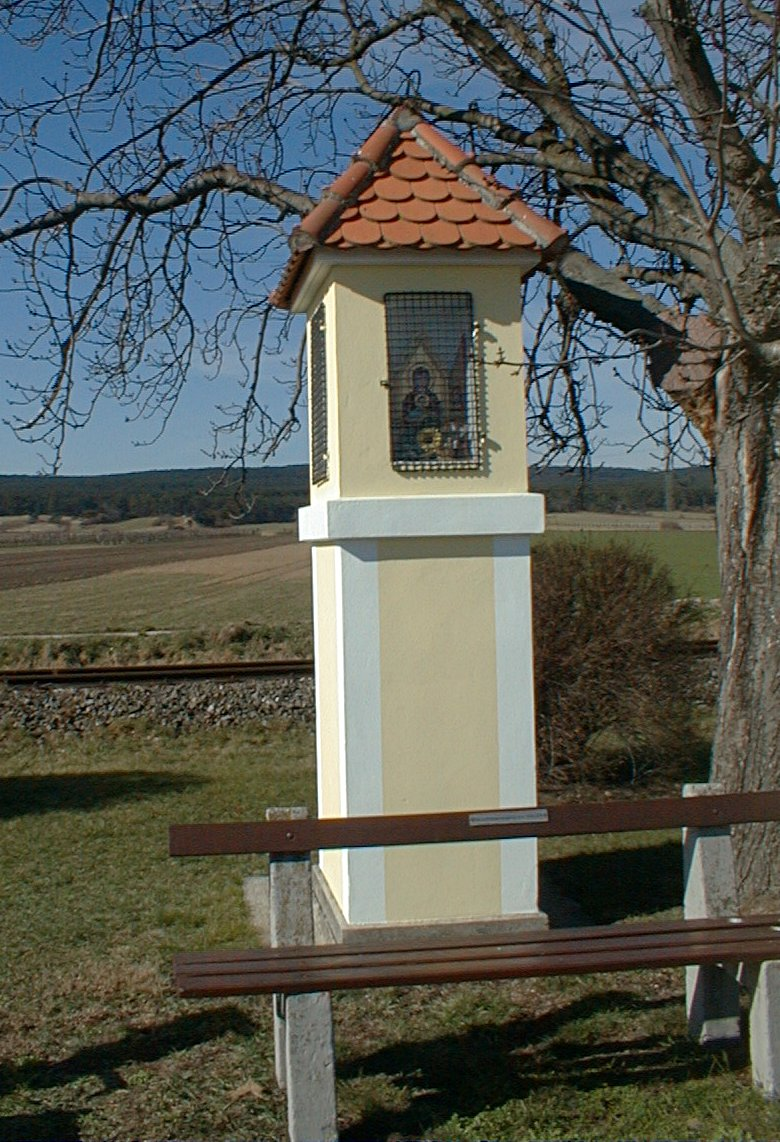
Матцендорф-Хёллес

## Политическая ситуация
Бургомистр коммуны — Йохан Грунд (АНП) по результатам выборов 2005 года.
Совет представителей коммуны (нем. Gemeinderat) состоит из 19 мест.
- АНП занимает 13 мест.
- СДПА занимает 6 мест.